# Carpenter-Insel
Die Carpenter-Insel ist eine ovale und 11 km lange Insel vor der Eights-Küste des westantarktischen Ellsworthlands. Sie wird vollständig vom Abbot-Schelfeis umschlossen und liegt 27 km östlich der Sherman-Insel.
Kartografisch erfasst wurde sie durch Vermessungen des United States Geological Survey und mithilfe von Luftaufnahmen der United States Navy zwischen 1960 und 1966. Das Advisory Committee on Antarctic Names benannte sie 1968 nach Donald L. Carpenter, Funkwellenwissenschaftler auf der Byrd-Station von 1966–1967.